# 埃尔马斯诺
埃尔马斯诺，是西班牙加泰罗尼亚巴塞罗那省的一个市镇。总面积3.44平方公里，总人口22,595人（2013年），人口密度6568人/平方公里。